# Газол, Хавьер
Хавье́р Себастья́н Газо́л Кондо́н (исп. Javier Sebastián Gazol Condón; род. 27 октября 1980, Монсон) — испанский легкоатлет, специалист по прыжкам с шестом. Выступал за сборную Испании по лёгкой атлетике на всём протяжении 2000-х годов, победитель и призёр национальных первенств, участник летних Олимпийских игр в Афинах.

## Биография
Хавьер Газол родился 27 октября 1980 года в городе Монсон провинции Уэска автономного сообщества Арагон. Проходил подготовку в местном легкоатлетическом клубе Transbaso Monzón Polidux и в Сарагосе под руководством личного тренера Ханса Руфа.
Впервые заявил о себе в 1999 году, став четвёртым на чемпионате Европы среди юниоров в Риге.
В 2001 году занял пятое место в зачёте молодёжного европейского первенства в Амстердаме и впервые одержал победу на чемпионате Испании среди взрослых спортсменов по прыжкам с шестом — начиная с этого времени состоял в основном составе испанской национальной сборной и регулярно принимал участие в крупнейших международных соревнованиях.
Наибольшего успеха в своей спортивной карьере добился в сезоне 2004 года, когда на чемпионате Испании в Альмерии преодолел высоту в 5,60 метра и установил тем самым свой личный рекорд, а позже завоевал серебряную медаль в первой лиге Кубка Европы в Стамбуле. Благодаря череде удачных выступлений удостоился права защищать честь страны на летних Олимпийских играх в Афинах, причём оказался единственным испанским прыгуном с шестом на этих Играх. Находясь в группе B, в квалификационном раунде с первой же попытки взял высоту 5,30 метра, однако затем планку подняли на 5,50, и он трижды прыгнул неудачно, так и не сумев пробиться в финал. Таким образом, в итоговом протоколе соревнований Газол расположился на 28 позиции вместе с австралийцем Стивом Хукером и чехом Штепаном Яначеком.
После афинской Олимпиады Хавьер Газол остался в составе легкоатлетической команды Испании и продолжил принимать участие в крупнейших международных соревнованиях. Так, в 2005 году он занял 13 место в прыжках с шестом на домашнем чемпионате Европы в помещении в Мадриде и повторил свой личный рекорд 5,60.
В дальнейшем его результаты постепенно пошли на спад, в частности в 2009 году он смог прыгнуть лишь на 5,36.